# ريبيكا روت
ريبيكا روت (بالإنجليزية: Rebecca Root)‏ هي ممثلة بريطانية، ولدت في 10 مايو 1969 بووكينغ في المملكة المتحدة.

## وصلات خارجية
- ريبيكا روت على موقع IMDb (الإنجليزية)
- ريبيكا روت على موقع ميتاكريتيك (الإنجليزية)
- ريبيكا روت على موقع روتن توميتوز (الإنجليزية)
- ريبيكا روت على موقع ألو سيني (الفرنسية)
- ريبيكا روت على موقع تيرنر كلاسيك موفيز (الإنجليزية)
- ريبيكا روت على موقع أول موفي (الإنجليزية)
- ريبيكا روت على موقع قاعدة بيانات الفيلم (الإنجليزية)
- ريبيكا روت على موقع ليتربوكسد (الإنجليزية)
- ريبيكا روت على موقع كينوبويسك (الروسية)